# Megafon Központ
A Megafon Központ populista magyarországi politikai kommunikációs és médiaplatform. Célja, hogy a Fidesz üzeneteit és propagandáját eljuttassa és népszerűsítse az online közösségi média platformokon a párt irányvonalát képviselő influenszerek segítségével. Ugyan hivatalosan független a Fidesztől, a szervezet mögött több milliárd forintnyi közpénzből működő Megafon Digitális Inkubátor Központ Nonprofit Kft. áll.
A Megafon vezetője 2020 óta Kovács István. A Megafon tartja fenn 2021 óta a Patrióta YouTube-csatornát.
Budapest Budapest III. kerületében, a Digitális Szuverenitás Központ Perc utcai irodájában működik, a Goldberger Textilgyár egyik hajdani épületében.

## Kapcsolat a Fideszhez és Orbán Viktorhoz

### Ideológiai kapcsolat
A Megafon Központ által képviselt értékek és politikai irányvonal nagyban megegyeznek a Fidesz politikájával. A Központ támogatja az kormányzati narratívákat, és segít azoknak az influenszereknek, véleményformálóknak, akik a Fidesz politikai üzeneteit kívánják népszerűsíteni. Rendkívül sajátságos momentum volt, hogy a Fideszt szintén erősen támogató (később homoszexuális botrányba keveredett) Bese Gergő felszentelte a szervezet épületét.

### Közvetett támogatás
Bár a Megafon Központ hivatalosan nem a Fidesz szervezete, tevékenységük sok szempontból elősegíti a Fidesz politikai céljainak kommunikációját. A Központ olyan eszközöket és képzéseket biztosít, amelyek segítik a jobboldali üzenetek hatékony terjesztését, főként a közösségi médiában.

### A kormány támogatása
A Megafon Központ olyan környezetet teremt, amelyben a kormányzati politikát támogató szereplők és véleményformálók kapnak lehetőséget arra, hogy hatékonyabb kommunikációs eszközökhöz jussanak. Az általuk képviselt tartalmak és üzenetek sokszor összhangban vannak a kormány politikájával, így indirekt módon hozzájárulnak a Fidesz és Orbán Viktor politikai stratégiájának megerősítéséhez.

### Finanszírozása
Néhány sajtóforrás szerint a Megafon Központ finanszírozása részben olyan forrásokból érkezik, amelyek közel állnak a Fideszhez, illetve a kormányhoz. Az állami támogatás elsősorban a Batthyány Lajos Alapítványon (BLA) keresztül érkezhet az Alapjogokért Központ közreműködésével. Ez arra utalhat, hogy a Központ működése kormányközeli körök támogatását élvezi, de hivatalosan nem a kormány vagy a Fidesz része.

## Influenszerei
2025-ben:
- Abrakovits Joca
- Apáti Bence
- Bohár Dániel
- Deák Dániel
- Déri Stefi
- Filep Dávid („A kopasz”)[7][8]
- György-Horváth Zsuzsa
- Hortay Olivér
- Korondy Tamás
- Kötter Tamás
- Rákay Philip
- Sebestyén Janka
- Szarvas Szilveszter
- Szűcs Gábor
- Trombitás Kristóf ("Trombi")

Az első vonalbeli influenszerek mellett kisebb nyilvánosságot kapó propagandisták is vannak, akik a Központ képzését elvégezték, ilyen például az Öreg Rocker.